# 남원 월산리 고분군
남원 월산리 고분군(南原 月山里 古墳群)은 대한민국 전북특별자치도 남원시 아영면 청계리 산 1-19 등 14필지에 있는 무덤이다. 2018년 6월 15일 전라북도의 기념물 제138호로 지정되었다.

## 발견 경위
1982년 88올림픽고속도로(지금의 광주대구고속도로) 공사를 하다가 발견, 발굴했다. 처음에는 백제나 마한의 무덤일 것이라 생각했지만 가야 고분인 것으로 밝혀져 처음으로 가야 문화가 남원까지 있었음이 밝혀진 계기가 되었다.

## 지정사유
백두대간 동쪽 운봉고원에 가야계 문화유적이 존재한다는 고고학적 단서를 제공해 주었으며, 2010년 M4호분·M5호분·M6호분에서 중국제 청자인 계수호, 철제초두가 출토되어 운봉고원을 무대로 융성했던 가야계 소국의 존재 가능성을 고고학적으로 증명해 준다.

## 참고 문헌
- 남원 월산리 고분군 - 국가유산청 국가유산포털